# Tricentrogyna subfuscicosta
Tricentrogyna subfuscicosta là một loài bướm đêm trong họ Geometridae.